# Courtney Paris
Courtney Paris, née le 21 septembre 1987 à San José (Californie), est une joueuse de basket-ball américaine, tout comme sa sœur jumelle Ashley Paris, devenue par la suite entraîneuse.

## Biographie
Paris est désignée WBCA All-American. Elle participe au WBCA High School All-America Game de 2005, où elle inscrit trois points,

### NCAA
Courtisée par UConn, California, Texas, UCLA et Syracuse, elle choisit de rejoindre Oklahoma où elle entreprend des études en journalisme. Elle est, au moment de sa sortie de l'université, la seule joueuse homme ou femme à réussir au moins 700 points, 500 rebonds et 100 contres sur une saison. En 2005–06, elle établit un nouveau record féminin du nombre de rebonds avec 539 prises, de même qu'un record de 112 double-double consécutifs. Le 8 février 2009, elle bat le record de rebonds en carrière détenu par Wanda Ford des Bulldogs de Drake.
Le 29 mars 2009, elle devient la première joueuse homme ou femme de NCAA à réussir au moins 2 500 points et 2 000 rebonds en carrière. Les Sooners sont battus lors de la finale NCAA 2009 par les Cardinals de Louisville 61–59. 

### Europe
En 2013-2014, elle joue avec le club turc de Mersin après deux saisons pour un autre club, Botaş Spor, où elle marque en moyenne 14,7 points et prend 12,9 rebonds en Eurocoupe et 14,6 points et 12,1 rebonds en championnat.
En 2015-2016, elle accomplit une excellente saison en Turquie avec Hatay Belediye (13,1 points et 11,7 rebonds), qu'elle porte en finale du championnat turc où elle inscrit sur les trois rencontres des moyennes de 14,3 points et 14,0 rebonds. Pour 2017-2018, elle joue pour le même club.

### WNBA
Elle est le 7e choix de la draft 2009 par Monarchs de Sacramento alors que sa sœur est choisie par les Sparks de Los Angeles. À la suite de la disparition des Monarchs, le Sky de Chicago la choisit en 4e choix de la draft de dispersion, qui la coupe en mai. Elle est signée comme agent libre par les Sparks en février 2011 mais coupée le 2 juin suivant. Le Dream la signe le 18 juin 2011.
En février 2013, elle resigne au Shock de Tulsa .
Sur la saison WNBA 2014, elle est la meilleure rebondeuse de la ligue avec 10,2 prises par match, plus du double de ses 4,1 rebonds de son année rookie en 2009 et de la saison 2013, devançant assez nettement la All-Star Tina Charles (9,4 rebonds).
Le 18 août 2015, elle réussit son 1000e rebond en carrière lors d'une victoire 74 à 59 face au Mercury de Phoenix, lors de laquelle elle inscrit son premier double-double de la saison avec 11 points et 11 rebonds.

## Reconversion
En avril 2020, à l'âge de 32 ans, elle annonce mettre un terme à sa carrière de joueuse et devient entraîneuse aux Sooners de l'Oklahoma, l'université où elle avait été formée.

## Club
- 2005-2009 :  Sooners de l'Oklahoma (NCAA)
- 2009-2010 :  Maccabi Bnot Ashdod
- 2010 :   Botaş Spor Kulübü
- 2010-2011 : 	 Rivas Ecópolis
- 2011-2013 :  Botaş Spor Kulübü
- 2013-2014 :  Mersin
- 2014-2015 :  Istanbul Universitesi
- 2015-2018 :  Hatay Belediye
- 2019-2020 :  Ormanspor

WNBA
- 2009 :  Monarchs de Sacramento
- 2011-2012 :  Dream d'Atlanta
- 2012-2017 :  Shock de Tulsa / Wings de Dallas
- 2018-2019 :  Storm de Seattle

## Palmarès
- Championne WNBA 2018[16]